# Georgsberg (Hallein)
Der Georgsberg ist eine 472 m ü. A. hohe Anhöhe im Südwesten der Altstadt von Hallein in Salzburg.

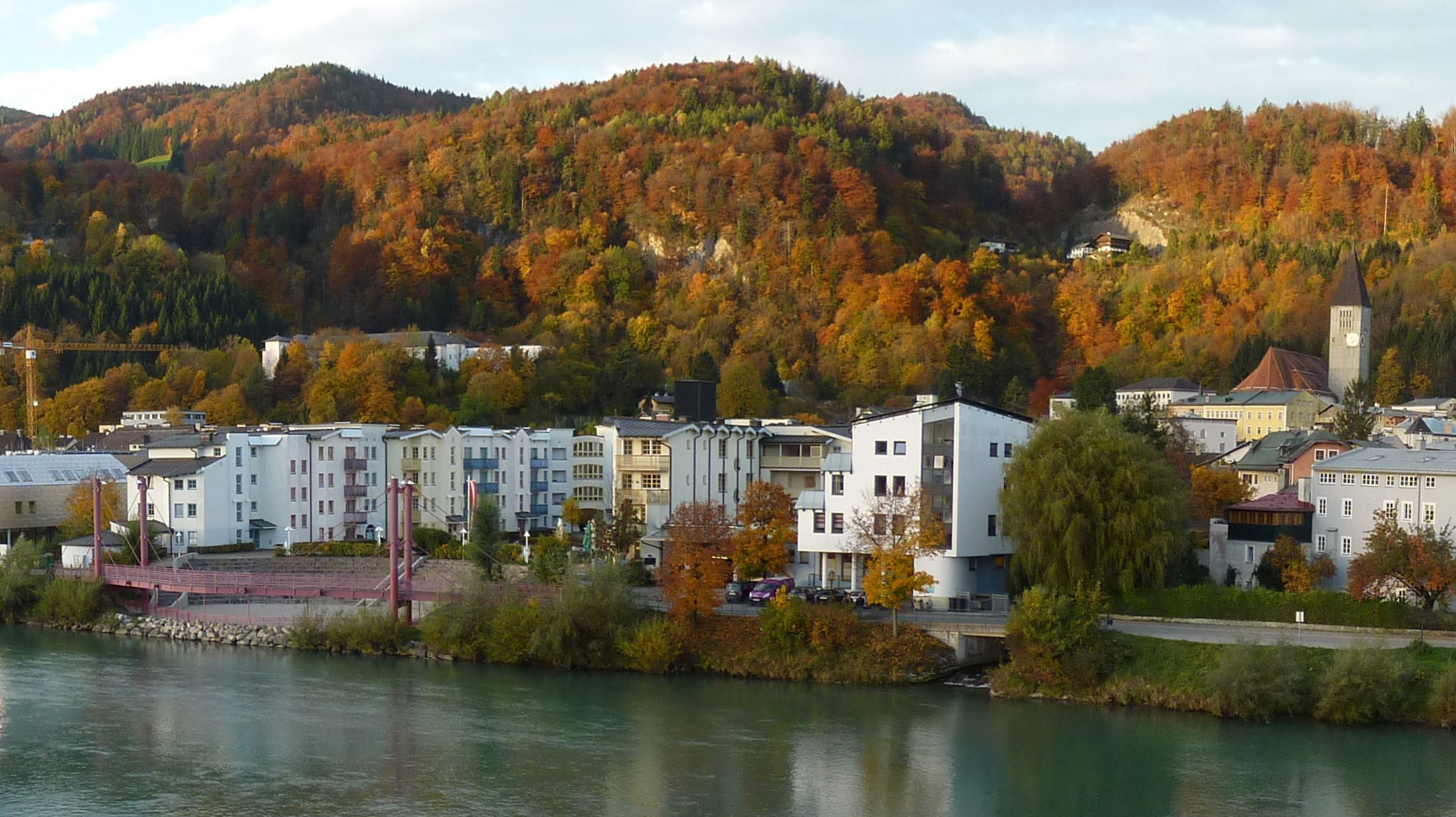
Über der Stadt Hallein das Gymnasium am Georgsberg

## Lage
Der Georgsberg ist ein erhöhter prominenter Ort an der Westseite des Salzachtals, liegt unmittelbar über der Altstadt von Hallein und am Fuße des Dürrnbergs.

## Geschichte
Grabfunde mit Keramikscherben weisen auf eine bronzezeitliche Besiedelung hin. Diese Talsiedlung an den Hochflächen des Georgsberges muss als bescheidener Vorposten der dominierenden Höhensiedlung am Dürrnberg betrachtet werden, aber sie beleget das Bestehen einer Ansiedlung aus der Hallstattzeit und der La-Tène-Zeit, die sich zwischen Schwemmkegel des Kothbaches bis zum Georgsberg hinzog.
Eine Urkunde aus 1198 erwähnt den Ort „Muelpach“, der beim heute noch bestehenden Dreiecksplatz (Molnarplatz und Florianiplatz – frühere Bezeichnung Gampertorplatz und Lausbichlplatz) zu suchen ist. Dieser Platz kann als ältester Siedlungsbereich der Stadt Hallein angesehen werden.
In einem Pachtvertrag des Erzbischofes Eberhard III aus dem Jahre 1423 wird der Georgsberg erwähnt: „Daß der Georgsberg den Verkehr mit Dürrenberg durch den Raingraben beherrscht, ...“
Am Georgsberg stand, wie aus einem Urbareintrag "aput montem S(anti)Georii" des Stiftes St. Peter von 1230 hervorgeht, seit dem 13. Jahrhundert eine dem hl. Georg geweihtes romanisches Gotteshaus. Ein gotischer Erneuerungsbau findet sich auf einem Kupferstich in der "Salzburgischen Chronica" aus dem Jahre 1666 und wurde bereits 1622 als halb zerfallen beschrieben. 1682 wurde am Georgsberg von Erzbischof Max Gandolf von Kuenburg ein Kloster gegründet, und im April 1683 wurde innerhalb eines Monats die bestehende Georgskirche abgebrochen und der neue Klosterbau ausgemessen und abgesteckt. Die nach Osten markant vorspringende Klosterkirche, auch als Rotonde bezeichnet, wurde 1700 in einer zweiten Bauetappe nach Plänen des Augustinerpaters Nikolaus Schluderpacher errichtet.
Dieses Augustinerkloster Hallein wurde 1810, in der Zeit der Zugehörigkeit Salzburgs zu Bayern, aufgehoben. Die Gebäude dienten danach als Pfleggericht, später als Bezirksgericht. Im März 1943 brach im Wirtschaftstrakt einen Brand aus, der nicht nur die Klosteranlage vernichtete, sondern auch das Dach und den romanischen Kirchturm der Stadtpfarrkirche zerstörte. Auch einige Bürgerhäuser Halleins wurden schwer beschädigt.
1958 erwarb der Verein Realgymnasium Hallein auf Initiative des Halleiner Kunsterziehers Edmund Stierschneider die Ruinen des Klosters, dadurch konnte am Georgsberg das heutige Bundesgymnasium und Bundesrealgymnasium Hallein errichtet werden.